# NGC 309
NGC 309 là một thiên hà xoắn ốc trong chòm sao Kình Ngư. Nó được phát hiện vào năm 1876 bởi Wilhelm Tempel.